# Blackwater Valley Opera Festival

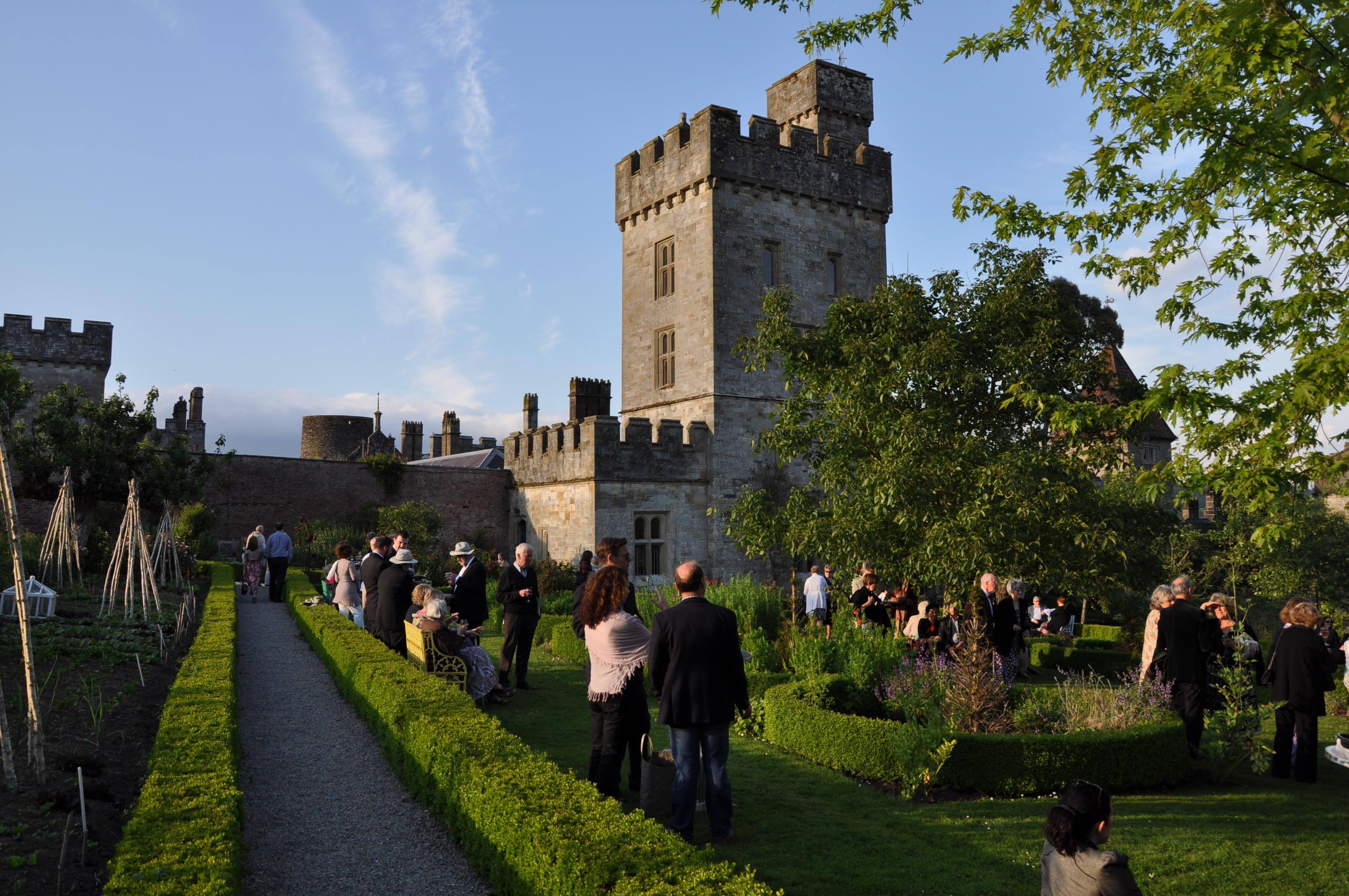
Lismore Castle Gardens, Co. Waterford

Das Blackwater Valley Opera Festival (ehemals Lismore Opera Festival und Lismore Music Festival) ist ein Festival für klassische Musik und Oper, das jährlich in Lismore, County Waterford, Irland, stattfindet. Das Festival wurde 2010 von Jennifer O’Connell und dem künstlerischen Leiter Dieter Kaegi gegründet und im Februar 2018 als Blackwater Valley Opera Festival neu ins Leben gerufen. Im April 2019 gab der Vorsitzende des Festivals bekannt, dass Eamonn Carroll die neue Leitung des Blackwater Valley Opera Festivals übernehmen wird.
Frühere Veranstaltungen bestanden aus drei Opernabenden im Stallhof von Lismore Castle. Konzerte wurden auch in Lismore selbst und in historischen Häusern am Ufer des Blackwater River nahe der Gemeinde Cappoquin veranstaltet. Zu diesen Veranstaltungsorten gehörten das Salterbridge House, das Cappoquin House, das Tourin House, Dromore Yard und die Lismore Cathedral.
2012 eröffnete der irische Präsident Michael D. Higgins das jährliche Schulprogramm des Festivals für musikalische Bildung.
Marco Zambelli war mehrere Jahre lang der Dirigent des Festivals, außer im Jahr 2016, als Killian Farrell Così fan tutte dirigierte. Das Festival 2019 fand vom 28. Mai bis 3. Juni 2019 unter der Leitung von Darren Hargan statt.

## Produktionen
- 2010 Carmen von Georges Bizet
- 2011 Don Giovanni von Wolfgang Amadeus Mozart
- 2012 The Barber of Seville von Gioachino Rossini
- 2013 The Marriage of Figaro von Wolfgang Amadeus Mozart
- 2014 The Magic Flute von Wolfgang Amadeus Mozart
- 2015 La Cenerentola von Gioachino Rossini
- 2016 Così fan tutte von Wolfgang Amadeus Mozart
- 2017 L’elisir d’amore von Gaetano Donizetti
- 2018 L’italiana in Algeri von Gioachino Rossini
- 2019 Don Pasquale von Gaetano Donizetti und The Sleeping Queen von Michael William Balfe[1]